# Ди Капуа, Леонардо
Леонардо ди Капуа (итал. Leonardo Di Capua; 1617—1695, Неаполь) — итальянский врач и философ.
Основал в Неаполе Academia degli investigatori, сторонник Парацельса, резко нападал на современную ему медицину. Написал «Lezione intorno alla natura delle mofette» (Неаполь, 1683); «Parere, divisato in otto raggionamenti sopra l’origine ed il progresse della medicina» (Неаполь, 1681—1689) и «Raggionamenti intorno alla incertezza de medicamenti» (Неаполь, 1680 и сл.).